# Pseudothyridium ismaeli
Pseudothyridium ismaeli är en skalbaggsart som beskrevs av Soula 2002. Pseudothyridium ismaeli ingår i släktet Pseudothyridium och familjen Rutelidae. Inga underarter finns listade i Catalogue of Life.